# James River (Missouri River)
Der James River (auch Jim River oder Dakota River genannt) ist ein 1143 km langer Fluss im Norden der USA. 
Er entspringt im Wells County im US-Bundesstaat North Dakota, etwa 16 km nordwestlich der Stadt Fessenden. Der Fluss durchfließt dann mit stets grob südlichem Verlauf South Dakota und bildet den wichtigsten Abfluss der zwischen den beiden Plateaus Coteau du Missouri und Coteau des Prairies zentral in Dakota gelegenen Ebene. Diese Talmulde, durch die der James River heute fließt, wurde während der letzten Eiszeit durch eine Gletscherzunge ausgeformt.
Bei der Stadt Jamestown wurde die Talsperre Jamestown errichtet, die den Fluss zum Jamestown Reservoir aufstaut. Der Fluss mündet schließlich an der Grenze zu Nebraska in den Missouri River.